# (5743) Kato
(5743) Kato (1990 UW) – planetoida z pasa głównego asteroid okrążająca Słońce w ciągu 3,34 lat w średniej odległości 2,24 j.a. Odkryta 19 października 1990 roku.